# 第13SS武装山岳師団
第13SS武装山岳師団「ハンジャール」（クロアチア第1）（独: 13.Waffen-Gebirgs-Division der SS Handschar (kroatische Nr.1））は、カトリック、正教会、イスラム教を奉ずる諸民族の混住するバルカン半島のボスニアで編成されたムスリムの武装親衛隊の一部隊である。将校、下士官はドイツ国民 (Reichsdeutsche) 、あるいはこの地に生まれ育った民族ドイツ人 (Volksdeutsche) から成り、兵士はトルコ帽を着用したボシュニャク人などのムスリムである。山岳地帯のパルチザン掃討戦に投入、正教会の信徒であるセルビア人やユダヤ人に対する宗教戦争的な様相を呈し、戦後にも禍根を残した。

## 師団名の変遷
1943年3月　Kroatische-SS-Freiwilligen-Division:  クロアチアSS義勇師団

1943年10月　13.SS-Freiwilligen(bosnisch-herzogowinische)-Gebirgs-Division (Kroatien):  第13 SS義勇 (ボスニア・ヘルツェゴヴィナ) 山岳師団 (クロアチア)

1944年6月　13.Waffen-Gebirgs-Division der SS Handschar (kroatische Nr.1):  第13 SS武装山岳師団「ハンジャール」 (クロアチア第1)

## 「ハンジャール」の部隊名について
師団名にある Handschar(ハンジャール) とは、元来アラビア語で خنجر (Khanjar/ハンジャル) と記されるムスリムの成人男子が携帯する三日月型の短剣に由来する。
ボスニアやクロアチアでは Handžar と表記され、ムスリムが帯びた湾曲した刀剣を指す。ボスニアの歴史的な表徴として師団章や襟章に用いられた。
なお日本の文献ではハントシャールと表記される場合があるが、これは Handschar のつづりが偶然ドイツ語のHand (ハント、手の意味)とSchar (シャール、農具の鋤、あるいは人間や動物の群を意味する) に似ていることによる誤解であり、ハンジャールという表記が原音に忠実である。

## 歴史

ハンジャールを持った手をデザインした襟章

1943年3月5日に師団創設が始まり、7月までに2万名に達した。制服は通常の親衛隊の物であったが、襟章はSSのルーン文字ではなく、ハンジャールを持つ手のマークが入った。またムスリムが多数いたことを考慮して中東地域伝統の帽子「フェズ」を被ることが認められていた。一方非ムスリム隊員は通常通りの親衛隊の登山帽をかぶった。

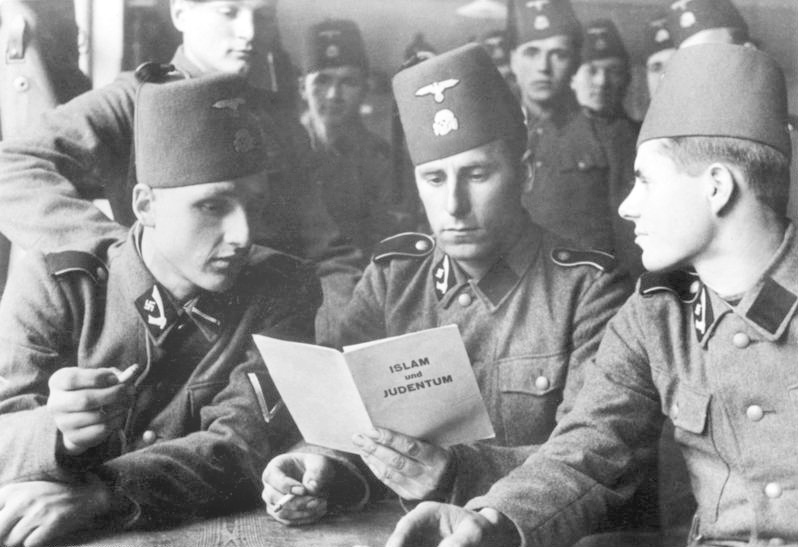
反ユダヤ主義のパンフレットを読む師団の兵士
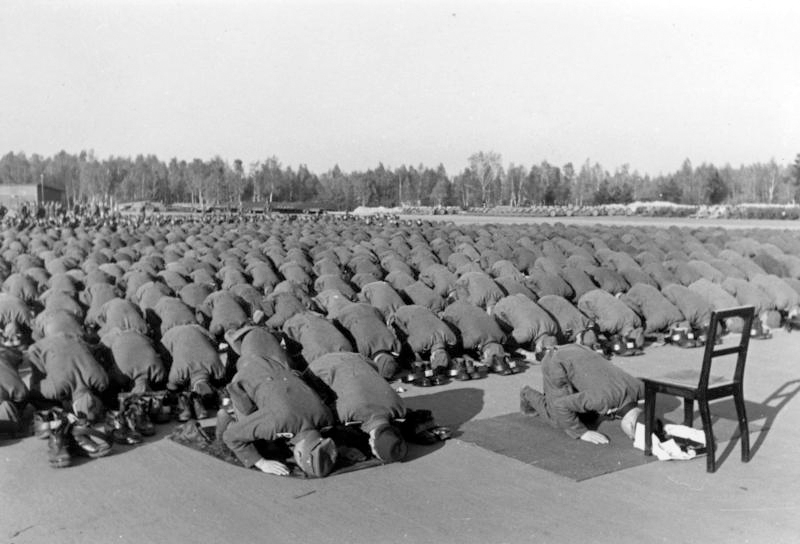
礼拝中の師団兵

師団は複数のゲリラ掃討作戦に投入され、初期はチュトニックなどのセルビア人右派民兵・後期はヨシップ・ブロズ・チトー率いる左派パルチザンが相手となると師団の士気が上がり虐殺もたびたび引き起こした。
一方ソ連との戦争では大した活躍はなかった。1944年後半に南ハンガリーへ送られソ連軍を迎撃したが隊員が次々と敵前逃亡してしまい、しかも直前に師団付きイマームだったアブドゥラ・ミハイロヴィッチに率いられた一団が集団で離脱するという事態に陥った。1945年5月7日、オーストリアでイギリス軍に降伏。このうちムスリムの隊員はヨシップ・ブロズ・チトー率いるパルチザンに引き渡され下級士官や下士官はマエボアで処刑、一方で追及を逃れた元隊員が数百人くらい中東に渡り元ナチスのファウジ・アル＝カウクイ率いるアラブ解放軍に拠り第一次中東戦争では対イスラエル攻撃に加わった。

## 関連項目

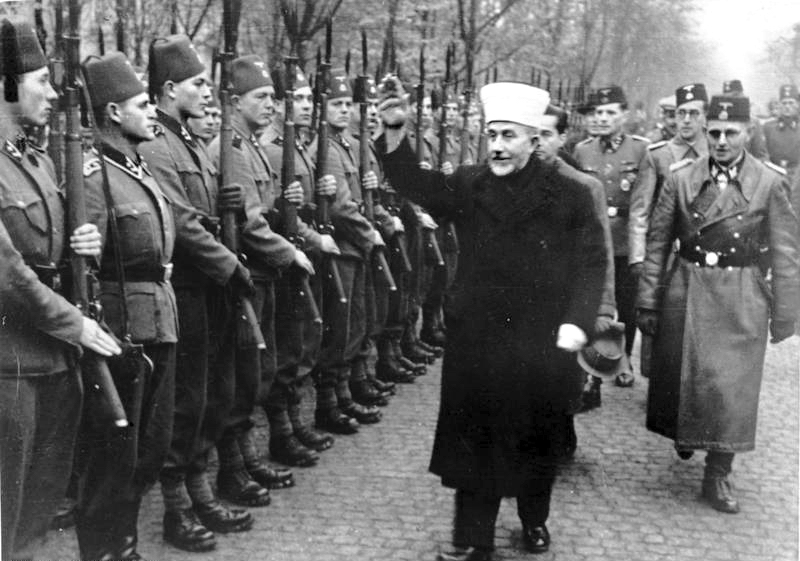
ドイツ国内の演習場において山岳師団を閲兵するフサイニー

## 指揮官
- 1943年4月1日～8月9日 親衛隊大佐ヘルベルト・フォン・オプヴルツァー（ドイツ語版）
- 1943年8月9日～1944年6月 親衛隊少将カール＝グスタフ・ザウバーツヴァイク（ドイツ語版）
- 1944年6月～1945年5月8日 親衛隊少将デジデリウス・ハンペル（ドイツ語版）

## 姉妹師団
- 第7SS義勇山岳師団「プリンツ・オイゲン」

## 文献
- 山下英一郎（著）『SSガイドブック』新紀元社、1997年、ISBN 4-88317-298-8
- Holm Sundhaussen: Zur Geschichte der Waffen-SS in Kroatien 1941-1945. In: Südost-Forschungen Band 30 (1971), S. 176-196.
- クリス・ビショップ（著）『武装親衛隊1935-45』リイド社　ISBN 978-4845835492